# Naaroides ochraceolalis
Naaroides ochraceolalis är en fjärilsart som beskrevs av Rothschild 1916. Naaroides ochraceolalis ingår i släktet Naaroides och familjen nattflyn. Inga underarter finns listade i Catalogue of Life.